# فردریک اشتون
فردریک اشتون (انگلیسی: Frederick Ashton; ۱۷ سپتامبر ۱۹۰۴ – ۱۸ اوت ۱۹۸۸) طراحی رقص اهل بریتانیا بود. وی بین سال‌های ۱۹۲۶ تا ۱۹۸۰ میلادی فعالیت می‌کرد.
وی همچنین برندهٔ جوایزی همچون نشان مریت و لژیون دونور (شوالیه) شده‌است.